# Lawdy Miss Clawdy

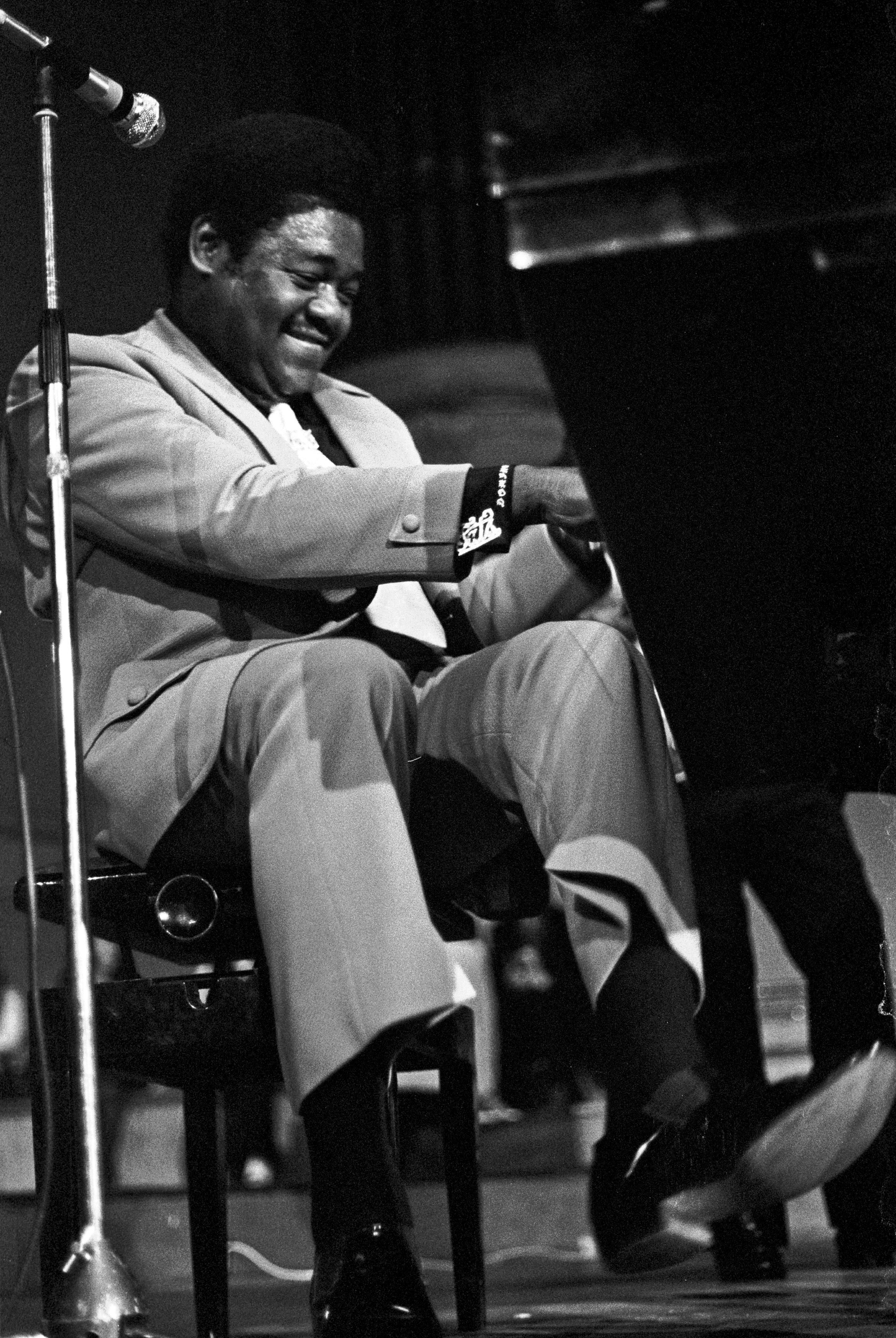
Fats Domino

"Lawdy Miss Clawdy" es una canción del cantautor de Nueva Orleans Lloyd Price que "introdujo grandiosamente el sonido de Nueva Orleans".  Fue grabada por primera vez por Price en 1952 con Fats Domino y Dave Bartholomew durante su primera sesión para Art Rupe y Specialty Records. La canción se convirtió en uno de los discos de R&B más vendidos de 1952 y pasó a otras audiencias. "Lawdy Miss Clawdy" inspiró muchas canciones y ha sido grabada por diversos artistas, entre ellos Elvis Presley, quien realizó al menos unas tres versiones diferentes a lo largo de su carrera.

## Antecedentes
Cuando todavía estaba en la escuela secundaria, Lloyd Price trabajaba para la estación de radio WBOK de Nueva Orleans.  Proporcionó jingles (música para anuncios de radio) para varios productos, incluidos los promocionados por el disc jockey James "Okey Dokey" Smith. Uno de los eslóganes de Smith era "Lawdy Miss Clawdy",  que usó en eslóganes publicitarios como "¡Lawdy Miss Clawdy, come los pasteles caseros de mi madre y bebe café Maxwell House!"   La melodía que acompañaba a Price resultó popular en la  audiencia de radioescuchas y la desarrolló hasta convertirla en una canción de larga duración.
En 1952, Art Rupe, fundador de Specialty Records en Los Ángeles, llegó a Nueva Orleans en busca de nuevos talentos.   El propietario del estudio de grabación local, Cosimo Matassa, le presentó a Dave Bartholomew, quien coescribió y produjo muchos de los primeros discos de éxito de Fats Domino. Bartholomew invitó a Lloyd Price, de diecinueve años, a una audición para Rupe en el estudio J&M de Matassa.
Los relatos difieren sobre lo que sucedió después.
Según Rupe, Price pasó demasiado tiempo ensayando y Rupe amenazó con irse si no lo lograba;  Luego, Rupe cedió y Price realizó una emotiva interpretación de "Lawdy Miss Clawdy", lo que llevó a Rupe a cancelar su vuelo de regreso y organizar una sesión de grabación.   Price recordó que audicionó la canción para Rupe y aunque aparentemente le gustó, se fue a Nueva York sin arreglar para grabarla; sin embargo, dos meses después, Price recordó haber recibido una llamada: "Art Rupe ha vuelto a la ciudad y quiere grabarte".

## Primeras grabaciones
"Lawdy Miss Clawdy" se grabó el 13 de marzo de 1952 en los estudios J&M de Cosimo Matassa en Nueva Orleans. El productor Dave Bartholomew utilizó su banda de acompañamiento para la sesión, que estaba formada por el pianista Salvador Doucette, el guitarrista Ernest McLean, el bajista Frank Fields, el baterista Earl Palmer y los saxofonistas Herbert Hardesty (tenor) y Joe Harris (alto). 
Los primeros intentos de interpretar la canción no tuvieron éxito, supuestamente porque Bartholomew no estaba satisfecho con la parte de piano de Doucette. Cuando Fats Domino llegó al estudio, Bartholomew lo convenció para que participara en la grabación. Después de un repaso, Bartholomew anunció "OK, eso es todo" y Matassa encendió la grabadora.
"Lawdy Miss Clawdy" comienza con los "trinos rodantes... en una procesión en cascada, parecida a un cuerno", de Fats Domino. Aunque Domino había grabado varias canciones utilizando su característico estilo de trillizos de piano, el éxito de Price le proporcionó su mayor exposición hasta ese momento. Domino repite su introducción para el solo de piano. 

## Versiones de Elvis Presley

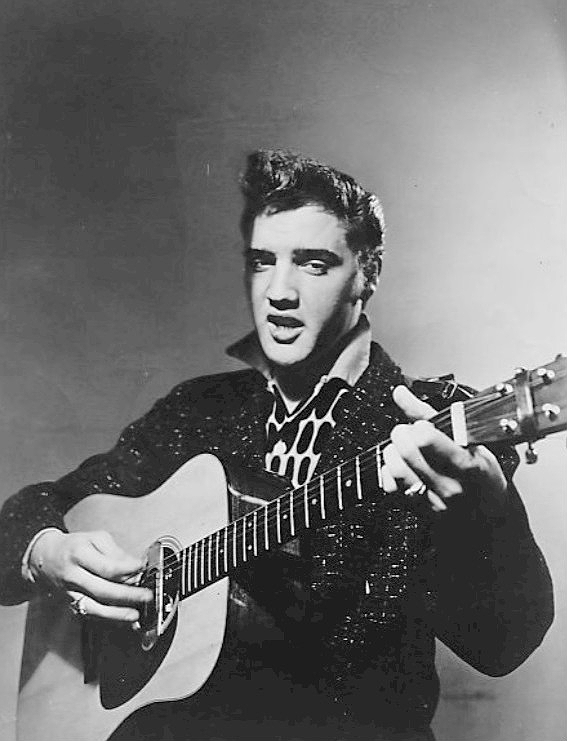
Elvis Presley en 1956

La canción de Price fue uno de los primeros rhythm and blues que atrajo la atención de los cantantes blancos del sur de los Estados Unidos, en especial de Elvis Presley quien gravó su propia versión en 1956.  La versión de Presley que admiraba profundamente a Fats Domno  repite la introducción de piano de éste, aunque a diferencia de Domino que volvió a recurrir a su melodía introductoria de piano para el solo, luego seguido por l saxo, Presley partió el tema al medio con un solo de guitarra de Scotty Moore para luego recurrir recién al piano de Sorty Long antes del cierre de la canción. Esta primera grabación de Elvis se editó en formato de disco simple por la compañía RCA conjuntamente con el tema Shake, Rattle and Roll.  Si bien esta versión de Elvis no fue un gran éxito, los álbumes donde se compiló al tema, resultaron exitosos, como es el caso del primer álbum con título homónimo Elvis Presley, que tuvo diferentes ediciones y cuya versión en el Reino Unido contó con el tema Lawdy Miss Clawdy, alcanzó el puesto # 1 del UK Chart o el álbum Elvis: For LP Fans Only que alcanzó el puesto # 19 en el Billboard 200.
Elvis realizaría al menos dos versiones más del tema. Una de ellas fue durante la jam session llevada a cabo en 1968 en los estudios televisivos de la NBC para el programa conocido como 1968 Elvis Come Back Special. En dicha versión Elvis cantó el tema acompañándose con una guitarra Gibson Super 400 CES modelo del año 1963 ejecutando una rítmica a base de remarcados acordes y riffs. Dicha versión formó parte del álbum correspondiente al show televisivo que alcanzó la categoría de doble disco de platino de la RIAA. El segmento de la jam session tuvo una especial importancia en la historia de la música debido a que constituyó un antecedente de formato del futuro MTV Unplugged. Ver Elvis: One Night with you
La tercera versión de Elvis del tema se daría cuatro años más tarde durante las giras de Elvis del año 1972 resumidas en el documental Elvis On Tour. Dicha versión al igual que la anterior de 1968 también fue una versión en vivo de la canción donde se volvió a incorporar los arreglos de piano de la interpretación original de Presley, esta vez ejecutados por el pianista Glen D. Hardin. Esta nueva versión de Elvis es algo más volcada al rhythm blues y en lugar de un solo de guitarra en el medio de la canción, esta se halla fraccionada por un nuevo corte introductorio de Hardin 